# Hermògenes de Tars (historiador)
Hermògenes de Tars (en llatí Hermogenes, en grec antic Ἑρμογένης) fou un historiador grec nadiu de Tars a Cilícia, del temps de l'emperador Domicià, el qual el va fer matar per culpa d'algunes expressions que va incloure en un llibre d'història i que l'emperador va considerar que anaven dirigides contra ell. Als copistes que l'havien reproduït per posar-lo a la venda, els crucificà, segons explica Suetoni.